# Time Space EP
TIME SPACE EP – dwudziesty siódmy singel japońskiej piosenkarki Nany Mizuki, wydany 6 czerwca 2012. Utwór METRO BAROQUE wykorzystano jako piosenkę przewodnią filmu anime Blood-C The Last Dark, a utwór PARTY! PARTY! został użyty jako piosenka przewodnia programu Kingdom of Rank (jap. ランク王国) stacji TBS w czerwcu i lipcu. Singel osiągnął 3 pozycję w rankingu Oricon, w pierwszym tygodniu sprzedał się w nakładzie 52 974 egzemplarzy, natomiast 75 567 kopii całościowo.

## Lista utworów
| Nr | Tytuł                                 | Słowa           | Kompozycja       | Aranżacja       | Czas |
| -- | ------------------------------------- | --------------- | ---------------- | --------------- | ---- |
| 1. | "METRO BAROQUE"                       | Nana Mizuki     | Yashikin         | Masato Nakayama | 4:33 |
| 2. | "PARTY! PARTY!"                       | Sayuri Katayama | Tajiri Tomoyuki  | Tajiri Tomoyuki | 4:14 |
| 3. | "Jikū Sapphire" (jap. 時空サファイア) | Yūmao           | Eriko Yoshiki    | Jun Suyama      | 3:28 |
| 4. | "ONE"                                 | Nana Mizuki     | Hidekazu Uchiike | Hitoshi Fujima  | 3:46 |

## Notowania
| Lista                                                      | Pozycja |
| ---------------------------------------------------------- | ------- |
| Oricon Weekly Singles Chart                                | 3       |
| Billboard Japan Hot 100 (METRO BAROQUE)                    | 4       |
| Billboard JAPAN Hot Singles Sales (TIME SPACE EP)          | 3       |
| Billboard JAPAN Hot Animation (METRO BAROQUE)              | 1       |
| Billboard JAPAN Hot Top Airplay (METRO BAROQUE)            | 43      |
| Billboard JAPAN Adult Contemporary Airplay (METRO BAROQUE) | 96      |
| CDTV                                                       | 3       |
| Sound Scan                                                 | 3       |